# Altamont Free Concert
Altamont Free Concert var en omdiskuteret rockkoncert, der blev afholdt den 6. december 1969 ved det daværende Altamont Speedway - anlæg i det nordlige Californien mellem Tracy og Livermore. Arrangementet blev iværksat og havde deltagelse af The Rolling Stones, som optrådte sammen med en række andre af den tids kendte artister: Santana, Jefferson Airplane, The Flying Burrito Brothers, og Crosby, Stills, Nash & Young. The Stones afsluttede begivenheden. Grateful Dead skulle efter planen optræde mellem CSNY og The Stones, men bandet aflyste i sidste øjeblik på grund af de indtrufne begivenheder. Cirka 300,000 mennesker kom til koncerten, og nogle forventede, at den ville blive den nye Woodstock. Filmproducenterne Albert, David Maysles og Charlotte Zwerin optog koncertens filmmateriale og udgav det i en efterfølgende dokumentarfilm ved navn Gimme Shelter. Begivenheden er mest kendt for de voldelige optrin, den blev skæmmet af, herunder et mord, to dødsfald forårsaget af en flugtbilist samt et forårsaget af drukning i en afvandingskanal.

## Planlægning
Koncerten var oprindeligt planlagt til at skulle afholdes i San Francisco, men stødte på problemer allerede under planlægningen. Mick Jagger fra rockbandet The Rolling Stones fortalte blandt andet på et pressemøde, at der var problemer med at få de korrekte tilladelser (først ved San Jose State practice fields, siden ved Golden Gate Park). På samme pressemøde afslørede Jagger, at The Stones havde planlagt at optræde. 
Det er blevet hævdet, at blandt andet beslutningen om at The Stones skulle optræde, havde gjort San Franciscos embedsmænd bange for en gentagelse af de problemer, der var opstået ved Woodstock festivalen, hvor hegnet var blevet væltet af titusinder af mennesker, hvilket havde medført store problemer for både Woodstock og de offentlige myndigheder i staten New York. 
På grund af disse problemer blev lokaliteten blev derfor ændret, først til Sears Point Raceway, men efter en strid med ejeren, Filmways, Inc., om filmrettighederne til optagelserne på festivalen , måtte den kort før afholdelsen flyttes til Altamont Speedway  efter forslag fra Dick Carter, Altamont Speedways daværende ejer. Koncerten blev grundet disse problemer flyttet så sent som natten til torsdag den 4. december.
Dette resulterede i talrige logistiske problemer, herunder mangel på bærbare toiletter og samarittertelte. Desuden var lydanlægget næppe dimensioneret til det forventede antal besøgende publikum, ligesom scenen, der kun var godt 1 m høj, var utilstrækkelig i sin afskærmning fra publikum.[kilde mangler]
På grund af sceneforholdene, som man ikke kunne nå at forbedre, blev medlemmer af Hells Angels, anført af Oakland anføreren Ralph "Sonny" Barger, hyret som assistance ved scenen.

## Hells Angels
Nogle beretninger fortæller at Hells Angels blev hyret af The Rolling Stones managere til at sørge for sikkerheden for $500 i øl (efter at de var blevet anbefalet af Grateful Dead ), en historie som både Carter og Barger heftigt benægtede. Hells Angels medlem Sweet William husker denne samtale mellem sig selv og Cutler ved et forløben møde til den koncert, hvor Cutler havde bedt dem om at yde sikkerhed:
”Vi gør ikke politi arbejde. Vi er ikke en sikkerhedsstyrke. Vi går til koncerten for at hygge os, og have det sjovt. ”
”Godt, hvad med at hjælpe mennesker ud – du ved, give anvisninger og den slags?”
”Jo, det kan vi gøre.”[kilde mangler]
Andre beretninger (herunder en KSAN-FM radioudsendelse dagen efter) fortæller, at ordningen i første omgang var, at Hells Angels skulle bevogte lydudstyret og hjælpe Stones ind, men at Cutler senere flyttede Hells Angels og deres øl nærmere scenen for at få dem til at holde publikum væk fra scenen.
Ejeren af Altamont Speeway havde angiveligt selv hyret rigeligt med professionelle sikkerhedsfolk, men kun til at beskytte sin ejendom, ikke for at hjælpe publikum eller de optrædende (dette nævnes af Sonny Barger).
I løbet af dagen blev både publikum og Hells Angels mere og mere ophidsede og voldsomme. Hells Angels havde drukket og mange blandt publikum havde taget stoffer. Efter at en af deres motorcykler blev væltet, blev medlemmer af Hells Angels selv mere aggressive, også overfor de optrædende på scenen. 
Marty Balin, fra Jefferson Airplane, blev slået bevidstløs efter et skænderi med et Hells Angels medlem på scenen, som det kan ses i dokumentarfilmen Gimme Shelter. Grateful Dead nægtede at spille efter Balin begivenheden, og forlod koncerten.
Arrangørerne håbede at dæmpe publikum ved at lade The Stones optræde før planlagt, men de kunne først gå på scenen ved solnedgang. I ledsagetekst på den officielle Gimme Shelter dvd, bliver der fortalt at The Stones bassist Bill Wyman var ved at fortryde.
På dette tidspunkt var stemningen forværret med talrige slagsmål blandt publikum, samt mellem publikum og Hells Angels ved scenen, hvor sidstnævnte havde taget blandt andet afsavede billiardkøer i anvendelse for at holde folk på afstand af scenen. 

## Meredith Hunters død
Det mest kendte dødsfald var Meredith Hunter's. Hunter var en 18-årig sort mand, som blev involveret i et skænderi/håndgemæng med nogle Hells Angels, og trak en revolver. Det er omstridt, om Hunter trak sit våben før eller efter han blev dolket den første gang. Han blev dolket i alt fem gange og efterfølgende sparket under The Rolling Stones forestilling. Optrinet kom med på film fra flere kameraer. Obduktionen bekræftede, at han var påvirket af methamphetamin på dødstidspunktet.
Drabsmanden Alan Passaro blev anholdt og sigtet for mord i sommeren 1972, men blev frifundet efter at en jury konkluderede, at han handlede i selvforsvar, idet Hunter trak en pistol og efter sigende sigtede op på scenen. Det blev også anført at Hunter var påvirket af methamphetamin.
Film materiale fra Gimme Shelter viser at The Rolling Stones sang "Under My Thumb, da Hunter nærmede sig scenen og trak sin pistol; Passaro parerede derefter pistolen med sin venstrehånd, og stak Hunter øverst i ryggen med sin højre. Det samme filmmateriale giver også indtryk af publikummet, Hells Angels og The Stones på tidspunktet. Denne begivenhed er detaljeret beskrevet i Rolling Stone.
Der har også været rygter over årene, at en anden uidentificeret angriber havde voldt de dræbende sår, og som følgende at dette anser politiet stadig sagen som åben.
Den 25. maj, 2005 bebudede Alameda County Sheriff's Office, at det officielt var ved at lukke sagen. En fornyet undersøgelse to år senere afviser teorien om, at en anden Hells Angel skulle have taget del i knivstikkeriet.
The Rolling Stones måtte afbryde deres optræden flere gange og appellere til publikum om ro. Uvidende om at Hunters stiksår var dræbende, besluttede The Stones sig dog for at fortsætte for at forhindre et forventeligt kaos.

## Reaktioner
Altamont koncerten bliver ofte sat i kontrast til Woodstock festivalen, der foregik fire måneder tidligere under fredelige forhold, og undertiden siges den at markere hippietidens afslutning, retfærdigt eller ej. Der blev udstedt forbud mod fremtidige rockkoncerter på Altamont Speedway.
Flere Grateful Dead  sange blev skrevet om – eller i respons til – hvad tekstforfatteren Robert Hunter kaldte: "Altamont affæren”, inklusiv "New Speedway Boogie" (med linjen:” One way or another, this darkness got to give”), og ”Mason's Children".  Begge sange blev skrevet, og indspillet under sessions til 1970 albummet ”Workingman's Dead”, men "Mason's Children” blev betragtet som for "populær" stilistisk og blev derfor ikke inkluderet på albummet. En senere ”Grateful Dead” sang, "My Brother Esau ”, indeholdt linjen "My brother Esau killed a hunter / Back in 1969”, og blev kendt for at være en ledsagende tekst til Vietnam krigen, men nogle har ment at den var en henvisning til Meredith Hunters død.